# Грабовець (Щорський район)
Грабовець (рос. Грабовец, пол. Grabowiec) — колишнє село у Турівській сільській раді Щорського району Житомирської області Української РСР.

## Населення
У 1887 році в поселенні налічувалося 48 мешканців, дворів — 11, у 1906 році — 82 особи, дворів — 11, у 1923 році — 167 мешканців, дворів — 35.

## Історія
Наприкінці 19 століття — хутір Рогачівської волості Новоград-Волинського повіту Волинської губернії, за 40 верст (44 км) від повітового міста Новограда-Волинського.
У 1906 році — хутір Рогачівської волості (3-го стану) Новоград-Волинського повіту Волинської губернії. Відстань до повітового центру м. Новоград-Волинський становила 40 верст, до волосного центру містечка Рогачів — 20 верст. Поштове відділення — міст. Рогачів.
У 1923 році — сільце; включене до складу новоствореної Туровецької сільської ради, яка 7 березня 1923 року увійшла до складу новоутвореного Баранівського району Житомирської округи. Розміщувалося за 22 версти від районного центру міст. Баранівка та за 1,5 версти від центру сільської ради, с. Турова. 1 вересня 1925 року, в складі сільської ради, передане до новоутвореного Довбишського (згодом — Мархлевський) району Житомирської (згодом — Волинська) округи, 17 жовтня 1935 року — до складу Баранівського району Київської області, 14 травня 1939 року — до складу новоутвореного Щорського району Житомирської області.